# Музей Айронбрідж
Музей Айрон-Брідж (музей ущелини «Айрон-брідж») (англ. Ironbridge Gorge Museum Trust) — це металургійний комплекс часів промислової революції у Колбрукдейл (де був винайдений і вперше застосований кам'яновугільний кокс), а також старе робітниче селище, перший у світі металевий міст тощо.
Музей розташований ув ущелині Айрон-Брідж. Музей Айрон-Брідж об'єднує 10 музеїв:
1. Вікторіанське місто Blists Hill (Blists Hill Victorian Town[en]), включно з Hay Inclined Plane
2. Broseley Pipeworks
3. Coalbrookdale Museum of Iron
4. Coalport China Museum
5. Coalport Tar Tunnel
6. Darby Houses
7. Enginuity
8. Iron Bridge and Tollhouse
9. Jackfield Tile Museum
10. Museum of the Gorge

Також, є Центр пов'язаний з цими 10-а музеями.
Співробітники музею опікуються 35 історичними пам'ятками ЮНЕСКО.

## Інтернет-ресурси
- Ironbridge Gorge Museum Trust website